# Ronde van Frankrijk 1977
| Route van de Ronde van Frankrijk 1977. |                           |              |
| Eindklassement                         |                           |              |
| Algemeen klassement                    | Bernard Thévenet          | 115u 38' 30" |
| Tweede                                 | Hennie Kuiper             | + 0' 48"     |
| Derde                                  | Lucien Van Impe           | + 3' 32"     |
| Vierde                                 | Francisco Galdos          | + 7' 45"     |
| Vijfde                                 | Dietrich Thurau           | + 12' 24"    |
| Zesde                                  | Eddy Merckx               | + 12' 38"    |
| Zevende                                | Michel Laurent            | + 17' 42"    |
| Achtste                                | Joop Zoetemelk            | + 19' 22"    |
| Negende                                | Raymond Delisle           | + 21' 32"    |
| Tiende                                 | Alain Meslet              | + 27' 31"    |
| Rode Lantaarn                          | Roger Loysch (53e)        | + 2h 24' 08" |
| Puntenklassement                       | Jacques Esclassan         | 236 punten   |
| Tweede                                 | Giacinto Santambrogio     | 140 punten   |
| Derde                                  | Dietrich Thurau           | 137 punten   |
| Bergklassement                         | Lucien Van Impe           | 244 punten   |
| Tweede                                 | Hennie Kuiper             | 174 punten   |
| Derde                                  | Pedro Torres              | 143 punten   |
| Jongerenklassement                     | Dietrich Thurau           | 115h 50' 54" |
| Tweede                                 | Alain Meslet              | + 15' 07"    |
| Derde                                  | Pierre-Raymond Villemiane | + 24' 18"    |
| Ploegenklassement                      | TI-Raleigh                | -            |
| Tweede                                 | Miko-Mercier              | -            |
| Derde                                  | KAS                       | -            |

De 64e editie van de Ronde van Frankrijk ging van start op 30 juni 1977 in Fleurance-Lectoure en eindigde op 24 juli in Parijs. Er stonden 100 renners verdeeld over 10 ploegen aan de start.
- Aantal ritten: 22
- Totale afstand: 4096 km
- Gemiddelde snelheid: 35.419 km/h
- Aantal deelnemers: 100
- Aantal uitgevallen: 47

## Startlijst
- Frisol-Gazelle-Thirion
- Ti-Raleigh
- Bianchi
- Fiat France
- Gitane-Campagnolo
- KAS-Campagnolo
- Lejeune
- Mercier
- Peugeot-Esso-Michelin
- Teka

## Belgische en Nederlandse prestaties
In totaal namen er 18 Belgen en 13 Nederlanders deel aan de Tour van 1977.

### Belgische etappezeges
- Patrick Sercu won de 7e etappe van Jaunay-Clan naar Angers, de 12e etappe van Roubaix naar Charleroi en de 13e etappe van Freiburg im Breisgau naar Freiburg im Breisgau.
- Paul Wellens won de 15e etappe van Thonon-les-Bains naar Morzine.
- Lucien Van Impe won de 15e etappe van Morzine naar Avoriaz.

### Nederlandse etappezeges
- Jan Raas won de 6e etappe van Bordeaux naar Limoges.
- Fedor den Hertog won de 10e etappe van Bagnoles-de-l'Orne naar Rouen.
- Hennie Kuiper won de 17e etappe van Chamonix-Mont-Blanc naar L'Alpe d'Huez.
- Gerrie Knetemann won de 19e etappe van Saint-Trivier naar Dijon en de 21e etappe van Montereau naar Versailles.

## Etappe-overzicht
| Datum   | Etappe  | Start-Finish                                 | Afstand | Type                | Winnaar                   | Ploeg                      | Aankomsttijd | Klassementsleider |
| ------- | ------- | -------------------------------------------- | ------- | ------------------- | ------------------------- | -------------------------- | ------------ | ----------------- |
| 30 juni | Proloog | Fleurance                                    | 5       | Proloog             | Dietrich Thurau           | TI - Raleigh               | 0u 06' 16    | Dietrich Thurau   |
| 1 juli  | 1       | Fleurance - Auch                             | 237     | Vlakke rit          | Pierre-Raymond Villemiane | Gitane - Campagnolo        | 7u 09' 01    | Dietrich Thurau   |
| 2 juli  | 2       | Auch - Pau                                   | 253     | Bergrit             | Dietrich Thurau           | TI - Raleigh               | 8u 11' 08    | Dietrich Thurau   |
| 3 juli  | 3       | Oloron-Sainte-Marie - Vitoria                | 248,5   | Bergrit             | José Nazabal              | KAS - Campagnolo           | 7u 35' 30    | Dietrich Thurau   |
| 4 juli  | 4       | Vitoria - Seignosse-le-Penon                 | 256     | Bergrit             | Régis Delépine            | Peugeot - Esso - Michelin  | 7u 35' 49    | Dietrich Thurau   |
| 5 juli  | 5a      | Morcenx - Bordeaux                           | 138,5   | Vlakke rit          | Jacques Esclassan         | Peugeot - Esso - Michelin  | 3u 38' 05    | Dietrich Thurau   |
| 5 juli  | 5b      | Bordeaux - Bordeaux                          | 30,2    | Individuele tijdrit | Dietrich Thurau           | TI - Raleigh               | 0u 39' 24    | Dietrich Thurau   |
| 7 juli  | 6       | Bordeaux - Limoges                           | 225,5   | Vlakke rit          | Jan Raas                  | Frisol - Gazelle - Thirion | 6u 00' 40    | Dietrich Thurau   |
| 8 juli  | 7a      | Jaunay-Clan - Angers                         | 139,5   | Vlakke rit          | Patrick Sercu             | FIAT                       | 3u 45' 24    | Dietrich Thurau   |
| 8 juli  | 7b      | Angers - Angers                              | 4,5     | Ploegentijdrit      | FIAT                      | FIAT                       | 0u 04' 49    | Dietrich Thurau   |
| 9 juli  | 8       | Angers - Lorient                             | 246,5   | Vlakke rit          | Giacinto Santambrogio     | Bianchi - Campagnolo       | 6u 32' 41    | Dietrich Thurau   |
| 10 juli | 9       | Lorient - Rennes                             | 187     | Vlakke rit          | Klaus-Peter Thaler        | Tek                        | 5u 07' 36    | Dietrich Thurau   |
| 11 juli | 10      | Bagnoles-de-l'Orne - Rouen                   | 174     | Vlakke rit          | Fedor den Hertog          | Frisol - Gazelle - Thirion | 4u 49' 38    | Dietrich Thurau   |
| 12 juli | 11      | Rouen - Roubaix                              | 242,5   | Vlakke rit          | Jean-Pierre Danguillaume  | Peugeot - Esso - Michelin  | 7u 07' 03    | Dietrich Thurau   |
| 13 juli | 12      | Roubaix - Charleroi                          | 192,5   | Vlakke rit          | Patrick Sercu             | FIAT                       | 4u 32' 38    | Dietrich Thurau   |
| 15 juli | 13a     | Freiburg im Breisgau - Freiburg im Breisgau  | 46      | Vlakke rit          | Patrick Sercu             | FIAT                       | 0u 56' 42    | Dietrich Thurau   |
| 15 juli | 13b     | Altkirch - Besançon                          | 159,5   | Vlakke rit          | Jean-Pierre Danguillaume  | Peugeot - Esso - Michelin  | 4u 06' 00    | Dietrich Thurau   |
| 16 juli | 14      | Besançon - Thonon-les-Bains                  | 230     | Bergrit             | Bernard Quilfen           | Gitane - Campagnolo        | 6u 15' 46    | Dietrich Thurau   |
| 17 juli | 15a     | Thonon-les-Bains - Morzine                   | 105     | Bergrit             | Paul Wellens              | Frisol - Gazelle - Thirion | 2u 55' 59    | Dietrich Thurau   |
| 17 juli | 15b     | Morzine - Avoriaz                            | 14      | Individuele tijdrit | Lucien Van Impe           | Lejeune - BP               | 0u 33' 49    | Bernard Thévenet  |
| 18 juli | 16      | Morzine - Chamonix-Mont-Blanc                | 121     | Bergrit             | Dietrich Thurau           | TI - Raleigh               | 3u 29' 52    | Bernard Thévenet  |
| 19 juli | 17      | Chamonix-Mont-Blanc - L'Alpe d'Huez          | 184,5   | Bergrit             | Hennie Kuiper             | TI - Raleigh               | 6u 00' 20    | Bernard Thévenet  |
| 20 juli | 18      | Voiron - Saint-Étienne                       | 199,5   | Bergrit             | geen winnaar *            |                            |              | Bernard Thévenet  |
| 21 juli | 19      | Saint-Trivier - Dijon                        | 171,5   | Vlakke rit          | Gerrie Knetemann          | TI - Raleigh               | 4u 29' 17    | Bernard Thévenet  |
| 22 juli | 20      | Dijon - Dijon                                | 50      | Individuele tijdrit | Bernard Thévenet          | Peugeot - Esso - Michelin  | 1u 10' 45    | Bernard Thévenet  |
| 23 juli | 21      | Montereau - Versailles                       | 141,5   | Vlakke rit          | Gerrie Knetemann          | TI - Raleigh               | 3u 59' 22    | Bernard Thévenet  |
| 24 juli | 22a     | Parijs - Parijs (Champs-Elysées)             | 6       | Individuele tijdrit | Dietrich Thurau           | TI - Raleigh               | 0u 07'52     | Bernard Thévenet  |
| 24 juli | 22b     | Parijs - Parijs (Circuit des Champs Elysées) | 90,7    | Vlakke rit          | Alain Meslet              | Gitane - Campagnolo        | 2u 09' 04    | Bernard Thévenet  |

* Agostinho (1ste) en Menendez (2de) zouden later positief worden bevonden en gedegradeerd. Er is geen winnaar voor deze etappe.

## Doping
De renners die betrapt werden op doping kregen de volgende straf
- 1000 Zwitserse Frank boete
- 10 minuten tijdstraf in het algemeen klassement
- 1 maand voorwaardelijke schorsing
- declassering naar de laatste plaats in de etappe

Deze straf ging bij deze ronde naar:
- Joop Zoetemelk
- Fernando Mendes
- Joaquim Agostinho
- Luis Ocaña

 winnaars gele trui · 
 puntenklassement · 
 bergklassement · 
 jongerenklassement · 
 tussensprintklassement · 
 combinatieklassement · 
 ploegenklassement · 
 strijdlust · 
rode lantaarn
records · meeste deelnames · ranglijst etappewinnaars · bekende beklimmingen · valpartijen · dopinggevallen · Grand Départ · Souvenir Henri Desgrange
1903 · 
1904 · 
1905 · 
1906 · 
1907 · 
1908 · 
1909 · 
1910 · 
1911 · 
1912 · 
1913 · 
1914 ·
1915 ·
1916 ·
1917 ·
1918 · 
1919 · 
1920 · 
1921 · 
1922 · 
1923 · 
1924 · 
1925 · 
1926 · 
1927 · 
1928 · 
1929 · 
1930 · 
1931 · 
1932 · 
1933 · 
1934 · 
1935 · 
1936 · 
1937 · 
1938 · 
1939 · 
1940 ·
1941 ·
1942 ·
1943 ·
1944 ·
1945 ·
1946 ·
1947 · 
1948 · 
1949 · 
1950 · 
1951 · 
1952 · 
1953 · 
1954 · 
1955 · 
1956 · 
1957 · 
1958 · 
1959 · 
1960 · 
1961 · 
1962 · 
1963 · 
1964 · 
1965 · 
1966 · 
1967 · 
1968 · 
1969 · 
1970 · 
1971 · 
1972 · 
1973 · 
1974 · 
1975 · 
1976 · 
1977 · 
1978 · 
1979 · 
1980 · 
1981 · 
1982 · 
1983 · 
1984 · 
1985 · 
1986 · 
1987 · 
1988 · 
1989 · 
1990 · 
1991 · 
1992 · 
1993 · 
1994 · 
1995 · 
1996 · 
1997 · 
1998 · 
1999 · 
2000 · 
2001 · 
2002 · 
2003 · 
2004 · 
2005 · 
2006 · 
2007 · 
2008 · 
2009 · 
2010 · 
2011 · 
2012 · 
2013 · 
2014 · 
2015 · 
2016 · 
2017 · 
2018 · 
2019 ·
2020 · 
2021 · 
2022 · 
2023 · 
2024 · 
2025